# East Windsor
East Windsor is een stadje in de Amerikaanse staat Connecticut, in Hartford County. East Windsor telt 9.818 inwoners (2000) en heeft een oppervlakte van 69,5 km².

## Geboren
- Jonathan Edwards (1703-1758), theoloog, opwekkingsprediker en zendeling bij de Indianen
- Eli Terry (1772-1852), uitvinder en horlogemaker in Connecticut.